# Herbert Schambeck
Herbert Schambeck (Baden, 12 luglio 1934 – 2 ottobre 2023) è stato un giurista e politico austriaco, membro dell'Österreichische Volkspartei. Fu presidente del parlamento austriaco nel 1988, 1992 e 1997.

## Biografia
Dopo la laurea in giurisprudenza all'università di Vienna, completò il dottorato di ricerca nel 1958 nella stessa università. Intraprese la carriera accademica fino a diventare professore nel 1964. Negli anni successivi si moltiplicarono i suoi contatti internazionali e i soggiorni di studio all'estero, che gli valsero una serie di riconoscimenti internazionali. Nel 2002 divenne professore emerito.
La sua ricerca (che ha prodotto circa 700 pubblicazioni) si concentrò soprattutto nei campi di diritto pubblico, filosofia del diritto e scienze politiche.
Contemporaneamente alla carriera universitaria, Schambeck operò in politica e dal 1969 al 1997 fu ininterrottamente membro del parlamento austriaco.

## Opere

### Libri
- Der Begriff der Natur der Sache, 1964
- Das Volksbegehren, 1971
- Kirche-Staat-Gesellschaft, 1967
- Grundrechte und Sozialordnung, 1969
- Vom Sinnwandel des Rechtsstaates, 1970
- Die Ministerverantwortlichkeit, 1971
- Richteramt und Ethik, 1982
- Ethik und Staat, 1986
- Kirche, Staat und Demokratie, 1992
- Europäische Integration und Österreichischer Föderalismus, 1993
- Recht-Glaube-Staat, 1994
- Das österreichische Regierungssystem – ein Verfassungsvergleich, 1995
- Regierung und Kontrolle in Österreich, 1997
- Zu Politik und Recht, 1999
- Der Staat und seine Ordnung, 2002
- Politik in Theorie und Praxis, 2004
- Kirche Politik und Recht, 2013

### Curatele
- Kirche und Staat, 1976
- Pius XII. zum Gedächtnis, 1977
- Das österreichische Bundes-Verfassungsgesetz und seine Entwicklung, 1980
- Österreichs Parlamentarismus – Werden und System, 1986
- Föderalismus und Parlamentarismus in Österreich, 1993
- Bundesstaat und Bundesrat in Österreich, 1997
- Die Wiener rechtstheoretische Schule, Schriften von Hans Kelsen, Adolf Merkl und Alfred Verdross curato insieme a Hans R. Klecatsky e René Marcic † , 1968, 2010